# 181
| Calendário gregoriano                                                        | 181 CLXXXI                      |
| Ab urbe condita                                                              | 934                             |
| Calendário arménio                                                           | -371 – -370                     |
| Calendário bahá'í                                                            | -1663 – -1662                   |
| Calendário budista                                                           | 725                             |
| Calendário chinês                                                            | 2877 – 2878                     |
| Calendário copta                                                             | -103 – -102                     |
| Calendário etíope                                                            | 173 – 174                       |
| Calendários hindus - Vikram Samvat - Calendário nacional indiano - Cáli Iuga | 236 – 237 102 – 103 3281 – 3282 |
| Calendário Holoceno                                                          | 10181                           |
| Calendário islâmico                                                          | 455 BH – 454 BH                 |
| Calendário judaico                                                           | 3941 – 3942                     |
| Calendário persa                                                             | 441 BP – 440 BP                 |
| Calendário rúnico                                                            | 431                             |
| Calendário solar tailandês                                                   | 724                             |

181 (CLXXXI na numeração romana) foi um ano comum do século II do Calendário Juliano, da Era de Cristo, a sua letra dominical foi A (52 semanas), teve início e fim num domingo.
| Ano completo                    |
| ------------------------------- |
| Ano comum com início ao domingo |